# Nina Mercedez
Marcia Villareal, dite Nina Mercedez, née le 10 novembre 1979 à Corpus Christi, est une actrice de films pornographiques américaine.

## Biographie
Selon son site Internet, Marcia Villareal a des origines italiennes et mexicaines.
Elle quitta l'école et travailla dans divers milieux, notamment chez Denny's, OfficeMax et Barnes & Noble.
Elle devint par la suite barmaid, posa pour la marque de maillot de bain Budweiser et le calendrier Tejano. Répondant à une annonce dans un journal, elle devint strip-teaseuse au club Heartbreakers. Après quelques années à travailler comme danseuse, elle fut photographiée par le magazine de charme Penthouse pour son édition de juin 2000. Elle se lança alors dans des spectacles où elle apparaît nue. Son corps impressionnant lui permet de gagner de nombreux titres, dont Miss Amérique du Nord nue et Miss internationale nue en 2001, Danseuse exotique de l'année en 2002, et Miss univers nue en 2003.
Sa première scène porno fut tourné avec Mario Rossi pour le film So I Married A Pornstar. Mercedez a signé un contrat d'exclusivité avec Vivid.
En janvier 2006, lors d'un interview accordé à AVN.com, elle annonça qu'elle ne renouvellerait pas son contrat chez Vivid. Elle travaille depuis en tant qu'agent libre et elle est actuellement représentée par l'agence LA Direct Models sous le nom de Nina Mercedez. Depuis son départ de Vivid, elle s'est limitée à des productions érotiques, lesbienne et des performances en solo.
C'est une grande fan de catch.

## Filmographie sélective
- 2003 : Where the Boys Aren't 16
- 2004 : Where the Boys Aren't 17
- 2005 : Lil Jon's Vivid Vegas Party
- 2006 : Latina Anal Heartbreakers
- 2007 : Where the Boys Aren't 18
- 2008 : Where the Boys Aren't 19
- 2009 : In the Army Now
- 2010 : Summer Nights
- 2011 : Lesbian Seductions: Older/Younger 36
- 2011 : Cherry 1
- 2011 : Cherry 2
- 2012 : Sexual Icon
- 2013 : Hot N Thirsty Latinas
- 2016 : Women Seeking Women 126

## Récompenses
- 2001 : Miss Nude North America
- 2001 : Miss Nude International
- 2002 : Exotic Dancer/Entertainer of the Year
- 2003 : Miss Nude Universe
- 2004 : Adult Nightclub & Exotic Dancer Award winner - Exotic Dancer’s Adult Performer of the Year[
- 2006 : AVN Award nominee - Best Anal Sex Scene - Film
- 2007 : AVN Award nominee - Best Actress - Video
- 2007 : F.A.M.E. Award finalist - Hottest Body[2]
- 2008 : F.A.M.E. Award finalist - Favorite Breasts[3]
- 2008 : AVN Award nominee - Best All-Girl Sex Scene - Video
- 2009 : AVN Award nominee - Best All-Girl Group Sex Scene
- 2009 : AVN Award nominee - Best All-Girl 3-Way Sex Scene
- 2009 : Fame Registry winner - Most Luscious Latina[4]
- 2011 : Adult Nightclub & Exotic Dancer Awards Gewinner - Miss ExoticDancer.com of the Year[5]
- Latina Porn Awards - Performer of the Decade[6]

## Citations
- « I’d love to work with Tera (Patrick) in a movie. We did a photoset for our website, but I’d love to shoot a movie with her. »

Ce qui peut se traduire par :
« J'adorerais tourner avec Tera (Patrick). On a déjà fait une séance photos ensemble pour notre site web, mais j'aimerais vraiment jouer avec elle dans un film . »
- « When I’m shooting a movie and I don’t really know the guy or we just met…sometimes I don’t really want to look at him…so doggy’s my favorite then! Because I don’t have to look at him… »

Ce qui peut se traduire par :
« Quand je tourne un film et je ne connais pas vraiment mon partenaire ou que je viens à peine de faire sa connaissance… Il m'arrive de ne pas avoir trop envie de le voir… Avec la levrette, je ne suis pas obligée de le regarder. C'est pour cette raison que c'est ma position préférée. »